# Eupithecia quercetica
Eupithecia quercetica is een vlinder uit de familie spanners (Geometridae). De wetenschappelijke naam is voor het eerst geldig gepubliceerd in 1938 door Louis Beethoven Prout.
De soort komt voor in Europa.